# Brøndby Hallen
Die Brøndby Hallen (durch Sponsorenvertrag seit 2016: EWII ARENA Brøndby) ist eine Mehrzweckhalle im dänischen Brøndby, einem Vorort der Hauptstadt Kopenhagen. Sie wird sowohl für Sport- als auch für Kulturveranstaltungen genutzt. Der Handballverein KIF Kolding København trägt seine Heimspiele neben der Sydbank Arena in Kolding auch in der EWII Arena Brøndby aus.

## Geschichte
Die Halle befindet sich neben dem Idrættens Hus (deutsch „Haus des Sports“) am Brøndby Stadion in Brøndby. Die Arena wurde 1973 eröffnet. In den 1990er Jahren wurde der Bau komplett renoviert. Er bietet den Besuchern bis zu 7.000 Sitzplätzen. Zu den Veranstaltungshöhepunkten der Halle gehört die Handball-Weltmeisterschaft der Männer 1978 mit dem Finale BR Deutschland gegen die Sowjetunion (20:19). Zum zweiten Mal nach der WM 1938 konnte die deutsche Mannschaft den Weltmeistertitel gewinnen. 1982 fanden die Eiskunstlauf-Weltmeisterschaften in der Brøndby Hallen statt. 2014 wurde die Handball-Europameisterschaft der Männer neben dem Gigantium (Aalborg), der NRGi Arena (Aarhus) und der Jyske Bank Boxen (Herning) in der Brøndby Hallen ausgespielt. Der Gastgeber Dänemark verlor mit 32:41 gegen die französische Mannschaft.